# Роберт Прімус
Роберт Альфред Джуніор Прімус (англ. Robert Alfred Junior Primus; нар. 10 листопада 1990, Морвант, Тринідад і Тобаго) — тринідадський футболіст, захисник.

## Клубна кар'єра
Розпочинав професіональнну кар'єру в клубі «Сан-Хуан Джаблоті». У його складі ставав переможцем і призером чемпіонату Тринідаду і Тобаго, вигравав національний кубок, а також брав участь в Лізі чемпіонів КОНКАКАФ і Карибському клубному чемпіонаті.
На початку лютого 2011 року підписав трирічний контракт з казахстанським «Актобе». За нову команду в чемпіонаті Казахстану дебютував 6 березня в матчі з «Атирау», вийшовши на поле з перших хвилин. У липні разом з командою розпочав виступ у кваліфікаційних раундах Ліги Європи. За сумою двох матчів «Актобе» пройшов угорський «Кечкемет» і потрапив на владикавказьку «Аланію». 24 липня в матчі чемпіонату країни з павлодарським «Іртишем» Прімус відкрив рахунок своїм голам у Казахстані, відзначившись на 20-й хвилині і тим самим взяв участь у розгромі суперника. 4 серпня в матчі-відповіді третього кваліфікаційного раунду Ліги Європи на 69-й хвилині за два грубих фолу за дві хвилини проти Тараса Царікаева був видалений з поля, залишивши команду в меншості. За чотири сезони в «Актобе» Роберт з командою виграв дві бронзові медалі чемпіонату Казахстану (2011-2012) і в 2013 році став чемпіоном. Але 21 вересня 2013 року в найважливішому матчі з головним суперником «Астаною» (2:0) за п'ять турів до кінця сезону отримав серйозну травму коліна — надрив передніх хрестоподібних зв'язок. Лікування проходив у США й Німеччині, але в першій же грі влітку 2014 року, знову пошкодив те саме коліно. У травні 2015 року «Актобе» відрахував футболіста, оскільки той не зміг відновитися від отриманої травми коліна.
У лютому 2016 року Примус повернувся в Про-лігу Тринідаду і Тобаго, підписавши контракт з клубом «Морвант Каледонія Юнайтед». Виступав на батьківщині протягом двох років — пізніше також за «Сентрал» та «Сент Еннс Рейнджерс».
У березні 2018 року Роберт Прімус перейшов у клуб білоруської вищої ліги «Слуцьк».

## Кар'єра в збірній
Виступав за юнацьку збірну Тринідаду і Тобаго на чемпіонаті світу серед юнаків 2007 року, що проходив у Південній Кореї. 20 серпня 2007 року в першому матчі групового етапу Тринідад і Тобаго зустрічався з Ганою і поступився з рахунком 1:4. У матчах, які залишилися з Колумбією і Німеччиною, тринідадці програли з однаковим рахунком 0:5. У вересні 2009 року в складі молодіжної збірної Тринідаду і Тобаго виступав на молодіжному чемпіонаті світу в Єгипті. Тринідад зайняв на груповому етапі останнє місце, а Роберт зіграв у всіх трьох поєдинках. 18 березня 2009 року Праймус дебютував за національну збірну Тринідаду і Тобаго в товариській зустрічі з Панамою, вийшовши на 80-й хвилині замість Кейено Томаса. Розпочинав сезон 2018 року в основному складі команди, проте в квітні отримав травму й повернувся на поле тільки у вересні. У грудні 2018 року по закінченні терміну дії контракту залишив «Слуцьк».

## Статистика виступів

### В «Актобе»
Станом на 23 лютого 2016
| Клуб               | Сезон              | Дивізіон                | Ліга  | Ліга | Кубок | Кубок | Суперкубок | Суперкубок | Європа | Європа | Загалом | Загалом |
| Клуб               | Сезон              | Дивізіон                | Матчі | Голи | Матчі | Голи  | Матчі      | Голи       | Матчі  | Голи   | Матчі   | Голи    |
| ------------------ | ------------------ | ----------------------- | ----- | ---- | ----- | ----- | ---------- | ---------- | ------ | ------ | ------- | ------- |
| 2011               | «Актобе»           | Прем'єр-ліга Казахстану | 22    | 1    | –     | –     | –          | –          | 4      | 0      | 22      | 1       |
| 2012               | «Актобе»           | Прем'єр-ліга Казахстану | 12    | 1    | 4     | 1     | –          | –          | 5      | 0      | 21      | 1       |
| 2013               | «Актобе»           | Прем'єр-ліга Казахстану | 21    | 4    | 2     | 0     | –          | –          | 8      | 0      | 31      | 4       |
| 2014               | «Актобе»           | Прем'єр-ліга Казахстану | 1     | 0    | 0     | 0     | 0          | 0          | 0      | 0      | 1       | 0       |
| 2015               | «Актобе»           | Прем'єр-ліга Казахстану | 0     | 0    | 0     | 0     | 0          | 0          | 0      | 0      | 0       | 0       |
| Усього за «Актобе» | Усього за «Актобе» | Усього за «Актобе»      | 56    | 6    | 6     | 1     | 0          | 0          | 17     | 0      | 79      | 6       |

### У збірній
По рокам
Станом на 9 вересня 2013
| Збірна Тринідаду і Тобаго | Збірна Тринідаду і Тобаго | Збірна Тринідаду і Тобаго |
| Рік                       | Матчі                     | Голи                      |
| ------------------------- | ------------------------- | ------------------------- |
| 2009                      | 2                         | 0                         |
| 2010                      | 1                         | 0                         |
| 2012                      | 1                         | 0                         |
| 2013                      | 2                         | 0                         |
| Total                     | 6                         | 0                         |

По матчам
| # | Дата            | Місце                                               | Суперник           | Результат | Турнір                                 |
| - | --------------- | --------------------------------------------------- | ------------------ | --------- | -------------------------------------- |
| 1 | 18 березня 2009 | «Менні Ремджон», Марабелья, Тринідад і Тобаго       | Панама             | 1:0       | Товариський матч                       |
| 2 | 14 жовтня 2009  | «Хейслі Кроуфорд», Порт-оф-Спейн, Тринідад і Тобаго | Мексика            | 2:2       | Відбіркові матчі чемпіонату світу 2010 |
| 3 | 21 липня 2010   | «Марвін Лі», Макоя, Тринідад і Тобаго               | Антигуа і Барбуда  | 4:1       | Товариський матч                       |
| 4 | 11 жовтня 2012  | «Ворнер Парк», Бастер, Сент-Кіттс і Невіс           | Французька Гвіана  | 4:1       | Відбіркові Карибський кубок 2012       |
| 5 | 13 жовтня 2012  | «Ворнер Парк», Бастер, Сент-Кіттс і Невіс           | Сент-Кіттс і Невіс | 1:0       | Відбіркові Карибський кубок 2012       |

## Досягнення
«Сан-Хуан Джаблоті»
- Про ліга ТТ
  -  Чемпіон (1): 2008
  -  Срібний призер (1): 2009

- Кубок Тринідада і Тобаго
  -  Володар (1): 2010/11

- Тринідад і Тобаго Класік
  -  Володар (1): 2010

- Гольовий щит Тринідада і Тобаго
  -  Фіналіст (1): 2010

«Актобе»
- Прем'єр-ліга Казахстану
  -  Чемпіон (1): 2013
  -  Бронзовий призер (1): 2011, 2012

«Сентрал»
- Про ліга ТТ
  -  Чемпіон (1): 2016/17